# Element de volum
În matematică un element de volum oferă un mijloc pentru integrarea unei funcții în raport cu volumul în diferite sisteme de coordonate precum coordonatele sferice sau polare. Astfel, un element de volum este o expresie a formei
{\displaystyle \mathrm {d} V=\rho (u_{1},u_{2},u_{3})\,\mathrm {d} u_{1}\,\mathrm {d} u_{2}\,\mathrm {d} u_{3}}
unde {\displaystyle u_{i}} sunt coordonatele, astfel încât volumul oricărei mulțimi {\displaystyle B} poate fi calculat prin:
{\displaystyle \operatorname {V} (B)=\int _{B}\rho (u_{1},u_{2},u_{3})\,\mathrm {d} u_{1}\,\mathrm {d} u_{2}\,\mathrm {d} u_{3}.}
De exemplu, în coordonatele sferice {\displaystyle \mathrm {d} V=u_{1}^{2}\sin u_{2}\,\mathrm {d} u_{1}\,\mathrm {d} u_{2}\,\mathrm {d} u_{3}}, prin urmare {\displaystyle \rho =u_{1}^{2}\sin u_{2}}.
Noțiunea de element de volum nu se limitează la trei dimensiuni: în două dimensiuni este adesea cunoscută sub numele de element de suprafață, iar în acest caz este util pentru a obține integrale de suprafață. La schimbări de coordonate, elementul de volum se modifică cu valoarea absolută a determinantului jacobian⁠(d) al transformării coordonatelor (prin schimbarea de variabilă). Acest fapt permite ca elementele de volum să fie definite ca un fel de măsură pe o varietate. Pe o varietate diferențiabilă⁠(d) orientabilă, un element de volum apare de obicei dintr-o formă de volum⁠(d): o formă diferențială⁠(d) de grad superior. Pe o varietate neorientabilă, elementul de volum este de obicei valoarea absolută a unei forme de volum (definită local).

## Element de volum în spațiul euclidian
În spațiul euclidian elementul de volum este dat de produsul diferențialelor coordonatelor carteziene
{\displaystyle \mathrm {d} V=\mathrm {d} x\,\mathrm {d} y\,\mathrm {d} z.}
În diferite sisteme de coordonate ale formei {\displaystyle x=x(u_{1},u_{2},u_{3})}, {\displaystyle y=y(u_{1},u_{2},u_{3})}, {\displaystyle z=z(u_{1},u_{2},u_{3})}, elementul de volum se schimbă corespunzător determinantului jacobian al schimbării de coordonate:
{\displaystyle \mathrm {d} V=\left|{\frac {\partial (x,y,z)}{\partial (u_{1},u_{2},u_{3})}}\right|\,\mathrm {d} u_{1}\,\mathrm {d} u_{2}\,\mathrm {d} u_{3}.}
De exemplu, în coordonate sferice (convenționale) 
{\displaystyle {\begin{aligned}x&=\rho \cos \theta \sin \phi \\y&=\rho \sin \theta \sin \phi \\z&=\rho \cos \phi \end{aligned}}}
determinantul jacobian este
{\displaystyle \left|{\frac {\partial (x,y,z)}{\partial (\rho ,\phi ,\theta )}}\right|=\rho ^{2}\sin \phi }
ca urmare
{\displaystyle \mathrm {d} V=\rho ^{2}\sin \phi \,\mathrm {d} \rho \,\mathrm {d} \theta \,\mathrm {d} \phi .}
Acesta poate fi văzut ca un caz particular al faptului că formele diferențiale se transformă printr-o transformare reciprocă {\displaystyle F^{*}} ca
{\displaystyle F^{*}(u\;dy^{1}\wedge \cdots \wedge dy^{n})=(u\circ F)\det \left({\frac {\partial F^{j}}{\partial x^{i}}}\right)\mathrm {d} x^{1}\wedge \cdots \wedge \mathrm {d} x^{n}}

## Element de volum al unui subspațiu liniar
Fie subspațiul liniar⁠(d) al spațiului euclidian n-dimensional Rn care este generat de o colecție de vectori liniar independenți⁠(d).
{\displaystyle X_{1},\dots ,X_{k}.}
Pentru a găsi elementul de volum al subspațiului, este util să se cunoască faptul din algebra liniară că volumul paralelipipedului generat de {\displaystyle X_{i}} este rădăcina pătrată a determinantului matricei Gram⁠(d) {\displaystyle X_{i}}:
{\displaystyle {\sqrt {\det(X_{i}\cdot X_{j})_{i,j=1\dots k}}}.}
Orice punct p din subspațiu poate primi coordonatele {\displaystyle (u_{1},u_{2},\dots ,u_{k})} astfel încât
{\displaystyle p=u_{1}X_{1}+\cdots +u_{k}X_{k}.}
Într-un punct p, dacă se formează un mic paralelipiped cu laturile {\displaystyle \mathrm {d} u_{i}}, atunci volumul acelui paralelipiped este rădăcina pătrată a determinantului matricei Gram
{\displaystyle {\sqrt {\det \left((du_{i}X_{i})\cdot (du_{j}X_{j})\right)_{i,j=1\dots k}}}={\sqrt {\det(X_{i}\cdot X_{j})_{i,j=1\dots k}}}\;\mathrm {d} u_{1}\,\mathrm {d} u_{2}\,\cdots \,\mathrm {d} u_{k}.}
Prin urmare, aceasta definește forma volumului în subspațiul liniar.

## Element de volum al unei varietăți
La o varietate riemanniană⁠(d) orientată n-dimensională, elementul de volum este o formă de volum egală cu dualul Hodge⁠(d) al funcției constante a unității, {\displaystyle f(x)=1}:
{\displaystyle \omega =\star 1.}
Echivalent, elementul de volum este chiar tensorul Levi-Civita {\displaystyle \epsilon }. În coordonate,
{\displaystyle \omega =\epsilon ={\sqrt {\left|\det g\right|}}\,\mathrm {d} x^{1}\wedge \cdots \wedge \mathrm {d} x^{n}}
unde {\displaystyle \det g} este determinantul tensorului metric⁠(d) g scris pentru sistemul de coordonate respectiv.